# Max Sailer

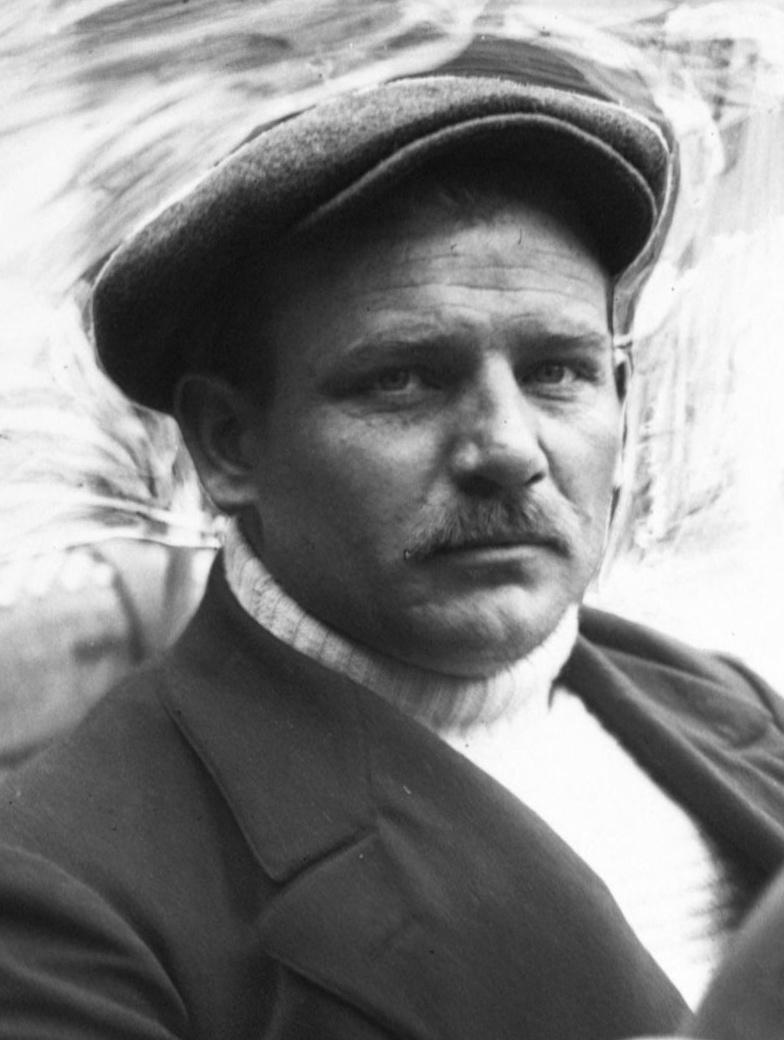
Max Sailer beim Großen Preis von Frankreich 1914.

Max Sailer (* 20. Dezember 1882 in Esslingen am Neckar; † 5. Februar 1964 ebenda) war ein deutscher Automobilrennfahrer und Ingenieur.

## Karriere
Max Sailer begann am 26. November 1902 als Ingenieur bei der Daimler-Motoren-Gesellschaft und war dort mit studienbedingten Unterbrechungen bis zum 1. Juli 1905 tätig. Danach arbeitete er fünf Jahre lang bei der Fahrzeugfabrik Eisenach. Am 1. Oktober 1910 kehrte er zur DMG zurück.
Im Jahr 1914 gehörte er der berühmten Mercedes-Werksmannschaft an, die erfolgreich beim Großen Preis von Frankreich antrat. Max Sailer, für den die Grand-Prix-Rennen noch Neuland waren, legte vom Start weg mit vollem Einsatz los. Am Ende der ersten der über 37 km langen Runden lag er in Führung. Im vierten Umlauf setzte er einen neuen Rundenrekord. Sailer vergrößerte seinen Vorsprung auf fast drei Minuten, doch nach etwa zwei Stunden Renndauer musste er mit Motorschaden aufgeben.
Im Jahr 1921 belegte Max Sailer bei der Targa Florio auf Sizilien auf Mercedes 28/95 PS hinter dem Italiener Giulio Masetti (Fiat) und vor Giuseppe Campari (Alfa Romeo) Rang zwei in der Gesamtwertung und errang den Sieg in seiner Klasse. Auf dem etwa 108 km langen Medio circuito delle Madonie drehte er in 1:47:06,0 h (Durchschnittsgeschwindigkeit 60,504 km/h) obendrein die schnellste Rennrunde. Im folgenden Jahr wiederholte er diesen Klassensieg.
Im Jahr 1923 trat das DMG-Werksteam erstmals beim prestigereichen Indianapolis 500 in den USA an. Die kompressorgeladenen Wagen waren bis dato ein Novum in der Geschichte des Rennens. Sailer schnitt mit Rang acht am besten ab. Seine Teamkollegen Christian Werner und Christian Friedrich Lautenschlager wurden Elfter bzw. 23.
Die Grand-Prix-Saison 1924 war die letzte in Sailers aktiver Laufbahn. Bei seinem letzten international bedeutenden Rennen, dem II Gran Premio do San Sebastián auf dem Circuito Lasarte schied er auf Mercedes TF nach einer Kollision aus.
1925 wurde Max Sailer Direktor bei der Daimler-Motoren-Gesellschaft. Im November 1934 wurde er zum Technischen Direktor sowie stellvertretenden Vorstandsmitglied der Daimler-Benz AG berufen. Er ersetzte damit den verstorbenen Hans Nibel. Sailer war damit Leiter der gesamten Konstruktion und Entwicklung des Fahrzeugprogramms, zu der auch die Rennwagen zählten. Unter seiner Regie entstanden unter anderem zahlreiche erfolgreiche Rennwagen und mit dem Mercedes-Benz 260 D der erste Personenkraftwagen der Welt mit Dieselmotor. Im Jahr 1941 wurde er in dieser Funktion von Fritz Nallinger abgelöst.
1942 ging Sailer in den Ruhestand. Er starb am 5. Februar 1964 im Alter von 81 Jahren in seiner Heimatstadt Esslingen am Neckar an einer Embolie.

Max Sailer beim Großen Preis von Frankreich 1914
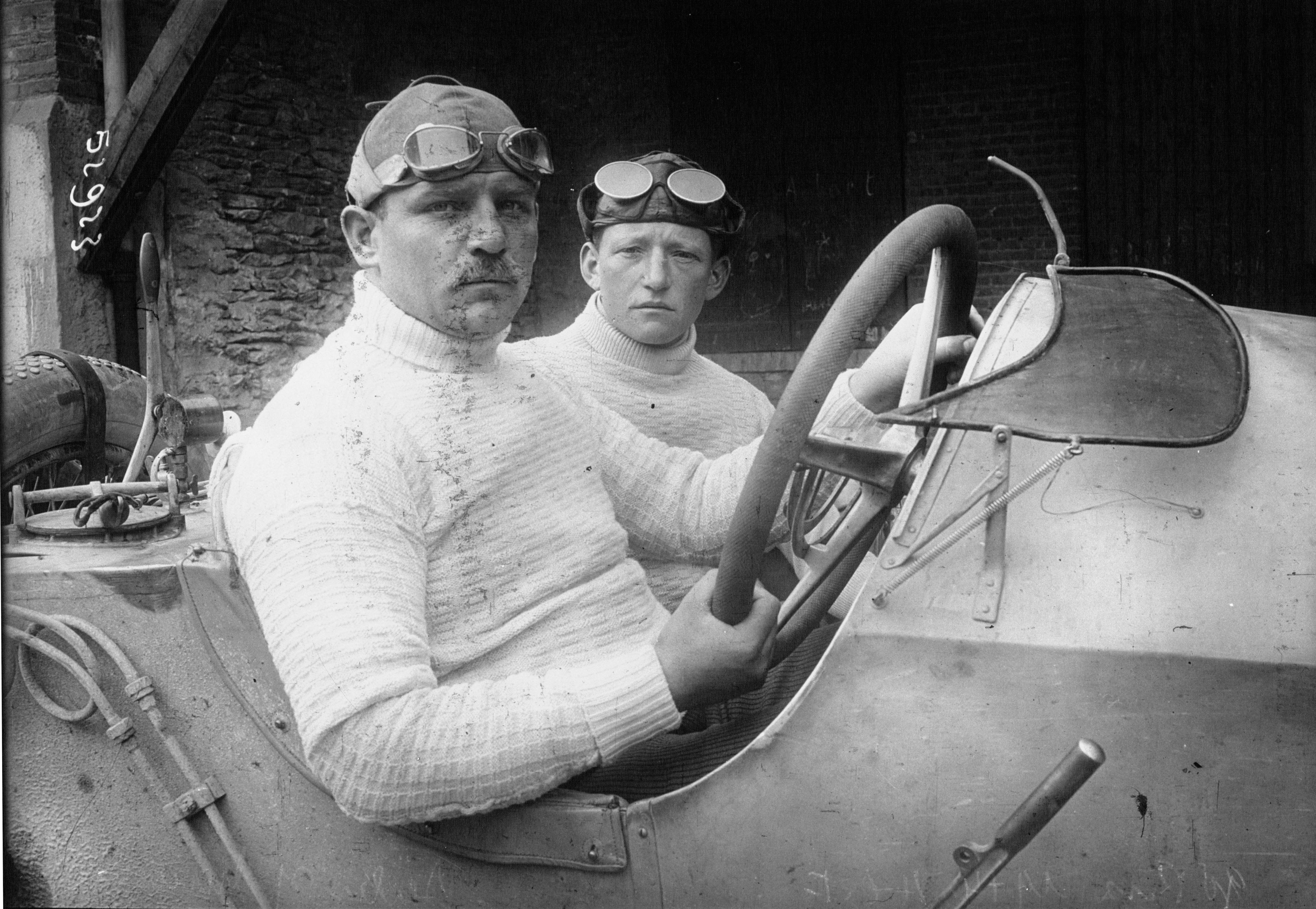
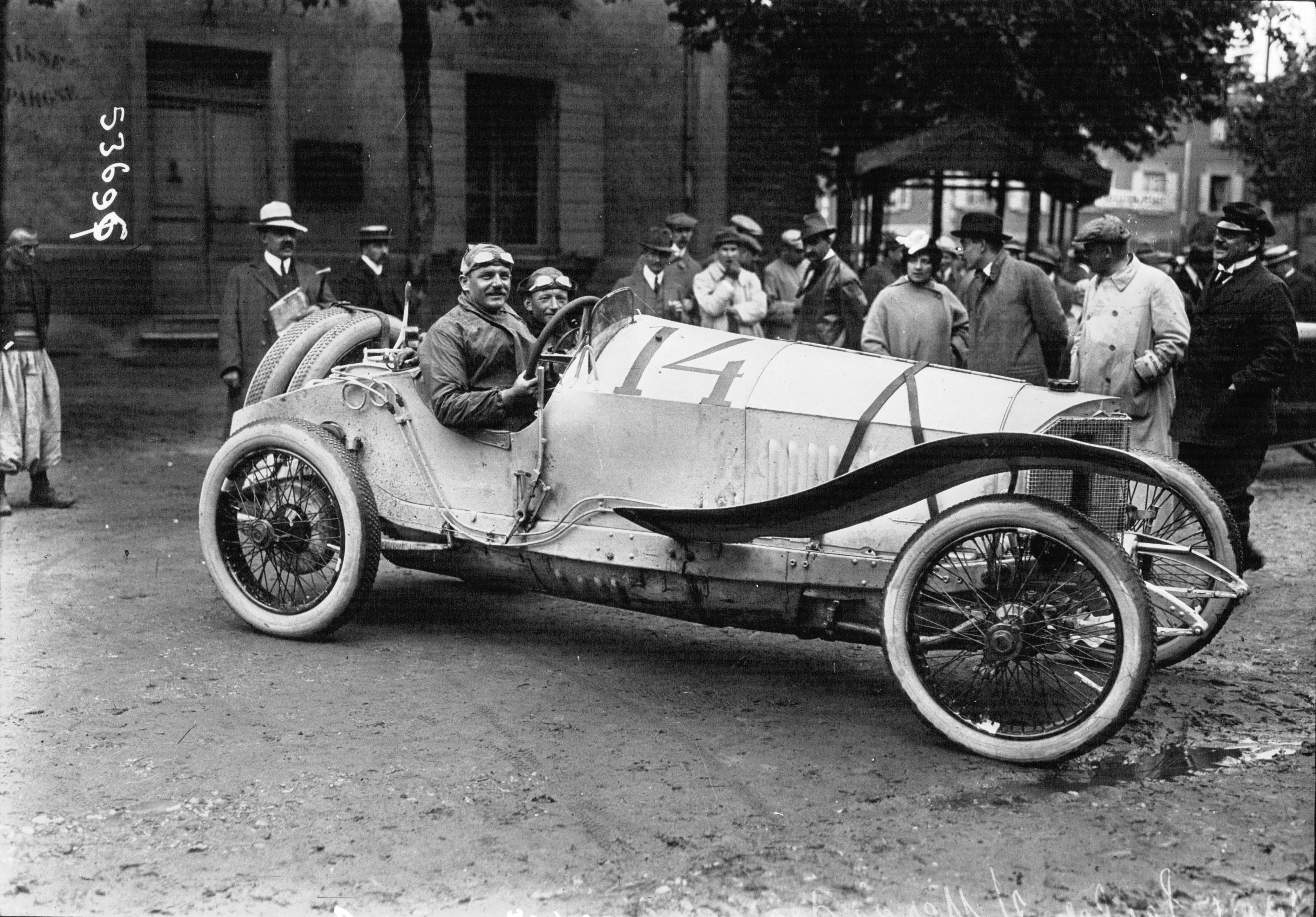
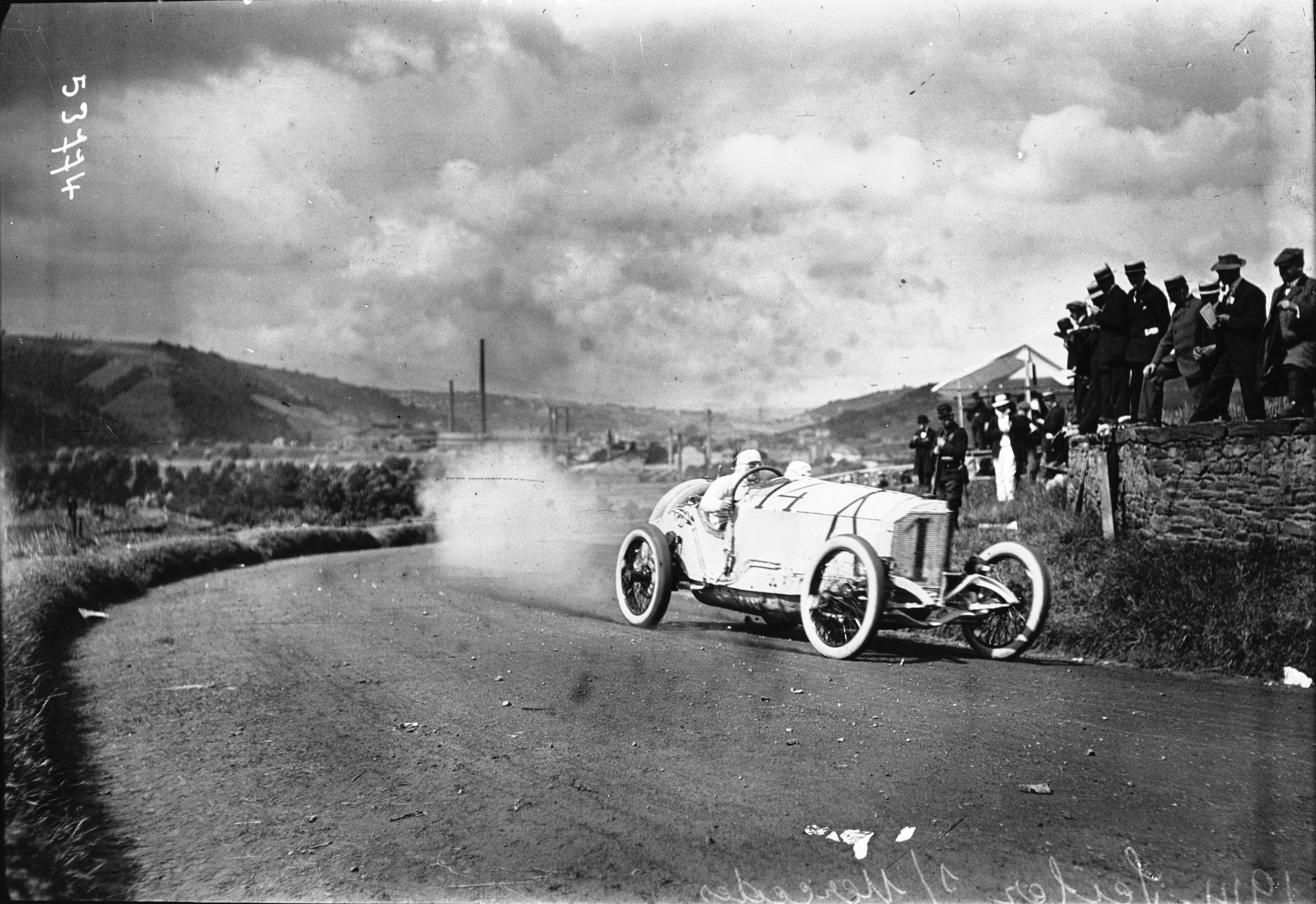

Max Sailer bei der Targa Florio 1922
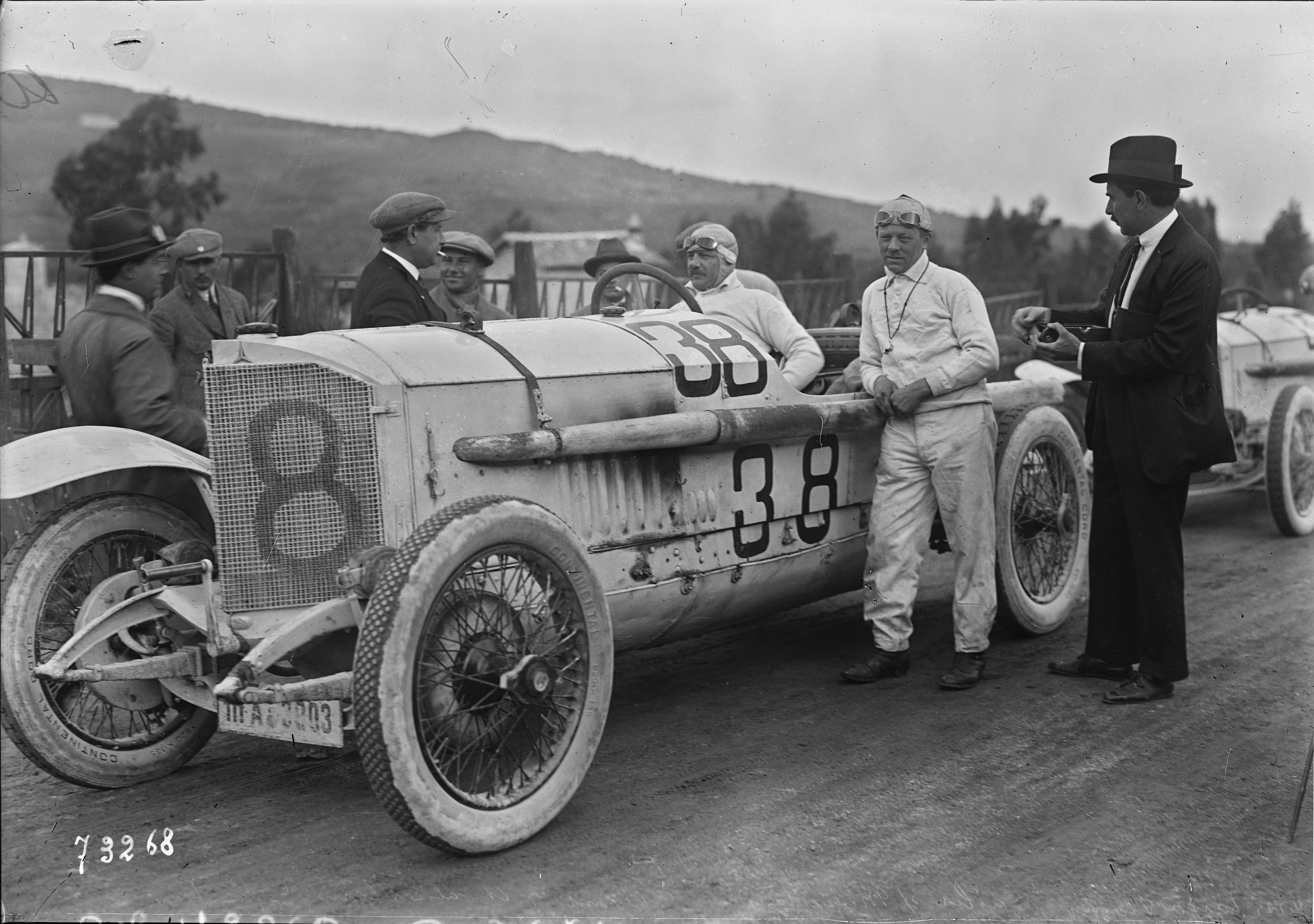
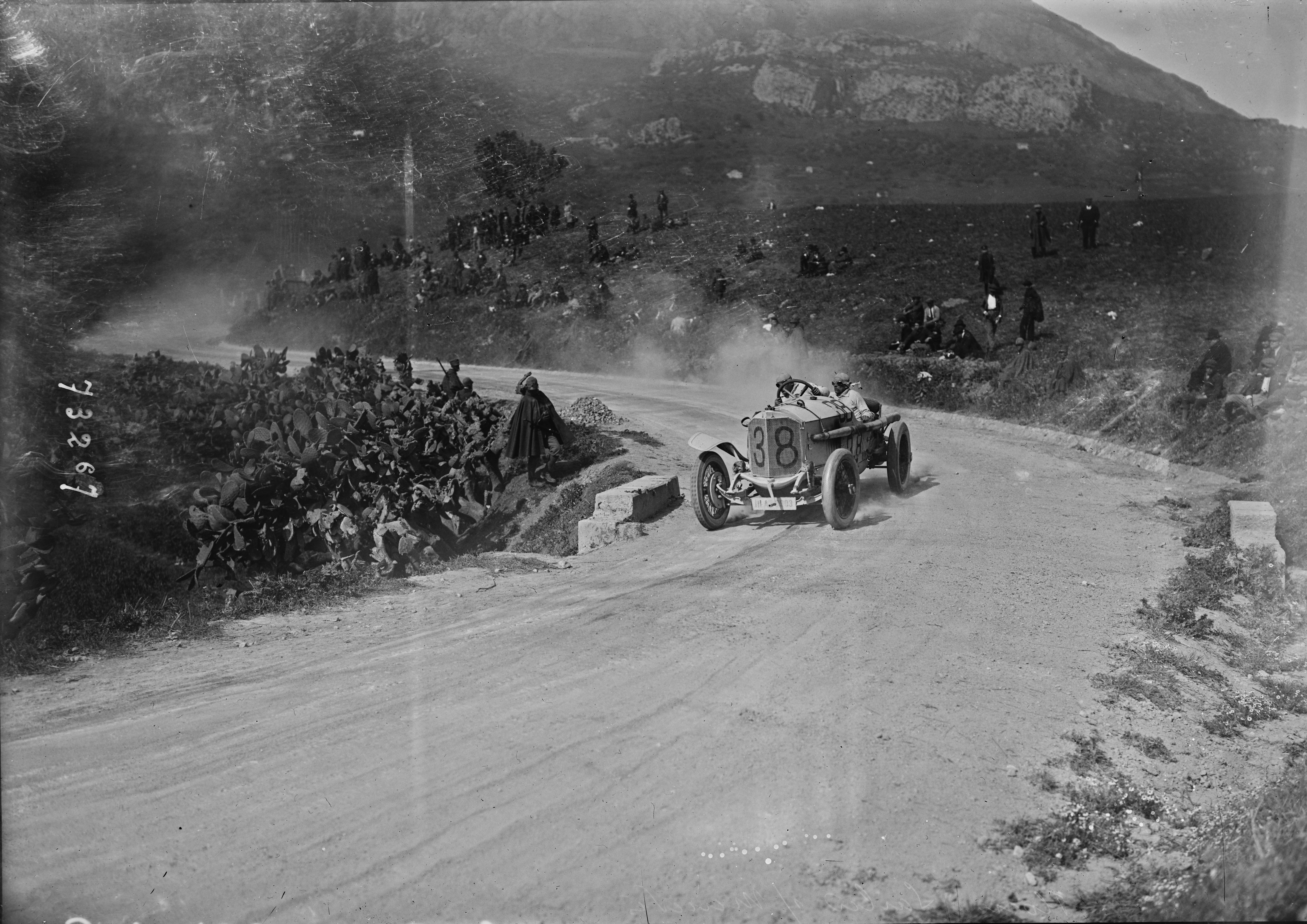